# طواف سان لويس 2015
طواف سان لويس 2015 (بالإنجليزية: 2015 Tour de San Luis)‏ هو أحد سباقات طواف أمريكا 2015 سباق دراجات هوائية أقيم في الفترة 18–25 يناير 2015، وتكون السباق من 7 مراحل وامتدّ لمسافة 948.2 كم بسرعة 41.912 كم/س، فاز به الأرجنتيني دانيال دياز.

## الترتيب
| م                     | الدرّاج      | البلد     | الزمن                     |
| --------------------- | ----------- | --------- | ------------------------- |
| الفائز بالترتيب العام | دانيال دياز | الأرجنتين | 22 ساعة 37 دقيقة 07 ثانية |